# جام حذفی فوتبال ایتالیا ۰۷–۲۰۰۶
کوپا ایتالیا ۰۷–۲۰۰۶ شصتمین دوره این مسابقات بود. فینال، مانند دو دورهٔ قبلی، بین اینتر میلان و رم برگزار شد. اولین بازی در رم در ۹ مهٔ ۲۰۰۷ و بازی برگشت در میلان در ۱۷ مهٔ ۲۰۰۷ انجام شد. نتیجهٔ بازی اول ۶–۲ برای رم بود، در حالی‌که در بازی دوم اینتر ۲–۱ رم را شکست داد که برای هشتمین بار قهرمان جام حذفی رم شد.